# 林区基希贝格 (奥地利)
林区基希贝格是奥地利下奥地利州格明德县的一个市镇。总面积37.78平方公里，总人口1438人，人口密度38.1人/平方公里（2005年）。